# Edmond Malherbe
Edmond Paul Henri Malherbe (* 21. August 1870 in Paris; † 7. März 1963 in Corbeil-Essonnes) war ein französischer Komponist.

## Leben
Malherbe studierte ab 1884 am Pariser Konservatorium, wo er Kompositionsschüler von Jules Massenet und Gabriel Fauré war. 1899 gewann er den Zweiten Premier Grand Prix de Rome. Dreimal wurde er mit dem Prix Trémont der Académie des Beaux-Arts ausgezeichnet: 1907, 1913 und 1921. 1950 erhielt er den Großen Musikpreis der Stadt Paris.
Er komponierte mehrere Opern und eine Pantomime, sinfonische Werke, Chorwerke und Lieder, Kammermusik und Klavierstücke und verfasste zwei musikdidaktische Schriften.

## Werke
- Radegonde, Oper
- Madame Pierre, Oper
- L’Avare, Oper
- L’Emeute, Oper
- Cléanthis ou la Veuve sans l’être, Oper
- Anna Karénine, Oper
- Le Mariage forcé, Oper
- Néron, Oper
- L’Amour et Psyché, Oper
- Monsieur de Pourceaugnac, Pantomime
- Air de ballet für Klavier
- Danses anciennes en forme de menuet für Klavier
- Gavotte dans le style ancien für Klavier
- Pièces enfantines für Klavier
- zwei Streichquartette
- Bläsersextett
- Nonett für Streicher und Klavier
- Sonate für Violine

## Schriften
- Système musical et clavier à tiers de tons, avec notice et plan, 1891
- L’harmonie du système musical actuel à demi-tons, 1920